# Stryj-Avto
Stryj-Avto (ukrainska ТДВ «Стрий-Авто») är en ukrainsk busstillverkare etablerad 1976 i staden Stryj som ligger i L'vivområdet. Fabriken tillverkar i dag två serier av stadsbussar och skolbussar:
- А-07562 [död länk] som är en midibuss baserad på Mercedes-Benz chassin
- A-0755 [död länk] som är en stads- och skolbuss baserad på ZIL eller GAZ-chassin

Stryj-Avto förser även de ukrainska, ryska och vitryska marknaderna med säten för bussar och tågvagnar genom sina systerföretag VEEM  och BRASH .